# Touch Your Woman
Touch Your Woman es el noveno álbum de estudio de la cantante y actriz estadounidense Dolly Parton, publicado en 1972. 

## Lista de canciones
1. "Will He Be Waiting" - 2:33
2. "The Greatest Days of All" - 2:40
3. "Touch Your Woman" - 2:42
4. "A Lot Of You Left In Me" - 2:30
5. "Second Best" - 2:56
6. "A Little At A Time" - 2:13
7. "Love Is Only As Strong (As Your Weakest Moment)" - 2:04
8. "Love Isn't Free" - 2:32
9. "Mission Chapel Memories" - 3:10
10. "Loneliness Found Me" - 2:00